# Emiliano Giordano
Emiliano Giordano (Sampierdarena, 18 agosto 1937 – 4 agosto 2022) è stato un calciatore e allenatore di calcio italiano, di ruolo attaccante.

## Caratteristiche tecniche
Giocò nel ruolo di ala sinistra. Funambolico, estroso, risultò quasi sempre il capocannoniere delle squadre dove ha giocato.

## Carriera

### Giocatore
Giocò in Serie A con la Sampdoria. Nella partita d'esordio (19 maggio 1957) servì l'assist dell'1-0 a Conti contro il Napoli. Il turno successivo segnò la prima rete della vittoria per 6-0 sul Palermo. Sette le presenze fra campionato e Coppa Italia con i blucerchiati.

### Allenatore
Ha allenato Imperia, Argentina, Borghetto, Cervese, Laigueglia, Auxilium Alassio e Pontedassio.

## Palmarès

### Giocatore

#### Competizioni giovanili
- Torneo di Viareggio: 1

Sampdoria: 1958

#### Competizioni interregionali
- Serie D: 1

Imperia: 1969-1970 (girone A)